# Cataglyphis viaticoides
Cataglyphis viaticoides é uma espécie de inseto do gênero Cataglyphis, pertencente à família Formicidae.